# سانتياغو بيانكي
سانتياغو بيانكي (بالإسبانية: Santiago Bianchi)‏ (29 سبتمبر 1983 بوينس آيرس الأرجنتين - ) هو لاعب كرة قدم أرجنتيني يلعب كمهاجم.

## روابط خارجية
- سانتياغو بيانكي على موقع إي إس بي إن إف سي (الإنجليزية)
- سانتياغو بيانكي على موقع قاعدة بيانات كرة القدم.إي يو (الإنجليزية)
- سانتياغو بيانكي على موقع Soccerway.com (الإنجليزية)